# Vaktlärka
Vaktlärka (Corypha athi) är en fågelart i familjen lärkor inom ordningen tättingar.

## Utseende och läte
Vaktlärkan är en stor och kraftig lärka. Den har en kort huvudtofs, rejäl näbb och en roströd vingpanel som syns tydligt i flykten. Den liknar storlärkan, men denna är större men mindre kompakt, med längre stjärt och svartaktiga fläckar på halssidan. Sången är behaglig och enkel, två till tre visslade toner som "treee-treeloo". 

## Utbredning och systematik
Vaktlärka delas in i två underarter med följande utbredning:
- Corypha athi athi – centrala Kenya (Nairobi och Nakuru) till nordöstra Tanzania
- Corypha athi harterti – östra Kenya (Ukamba)

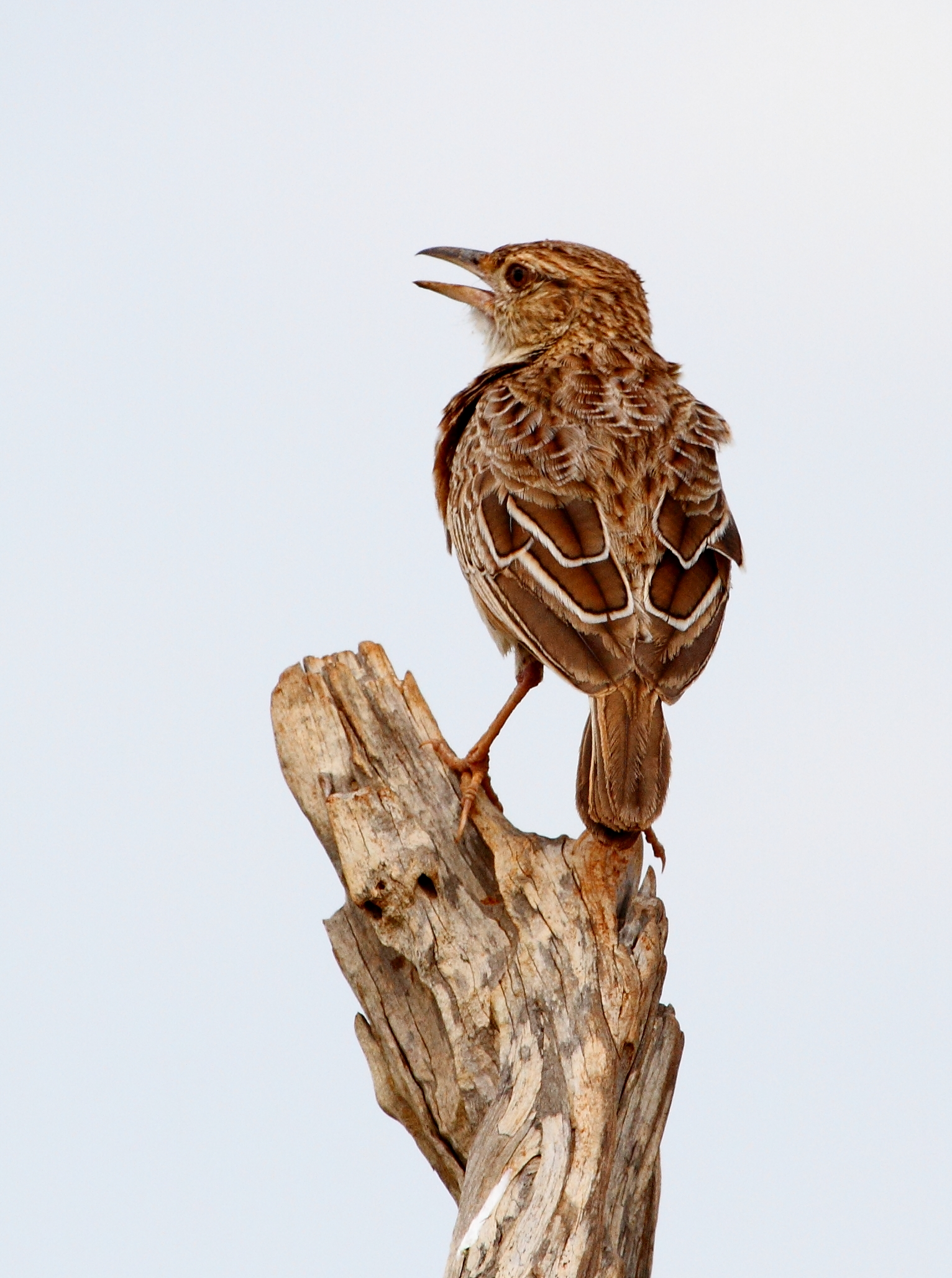
Vaktlärka av underarten harterti.

Vaktlärkan kategoriserades tidigare som del av Mirafra africana men urskildes 2024 som egen art efter studier som visar på skillnader i utseende, läten och genetik.

### Släktestillhörighet
Fågeln placerades tidigare i släktet Mirafra, men genetiska studier från 2023 visar att det släktet kan delas upp i fyra klader som är förhållandevis gamla, äldre än flera andra släkten i familjen. Författarna rekommenderar därför att Mirafra delas upp i flera släkten, där vaktlärka med släktingar lyfts ut till Corypha. Denna linje följs här.

## Levnadssätt
Vaktlärkan hittas i öppen gräsmark och gräsrik savann. Den ses vanligen i par.

## Status
IUCN har ännu inte urskilt vaktlärkan som egen art, varför dess hotstatus inte bedömts.